# Édouard Balladur
Édouard Balladur, född 2 maj 1929 i Izmir, Turkiet, är en fransk konservativ politiker av armenisk börd.
Balladur var finansminister 1986–1988. Han var premiärminister i Frankrike mellan den 29 mars 1993 och den 10 maj 1995. I presidentvalet 1995 konkurrerade han med sin gamle vän Jacques Chirac om att vara högerns kandidat, men kom trea i den första valomgången bakom socialisten Lionel Jospin och Jacques Chirac. Balladur stödde bildandet av högerpartiet UMP 2002, i vilket ett flertal partier kom att ingå.